# Biserica de lemn din Polovragi

Biserica de lemn din Polovragi. Foto: 2009

Cruci de piatră la biserica de lemn din Polovragi. Foto: 2009

Biserica de lemn din Polovragi, cu hramul "Sf. Nicolae", este un monument istoric cu codul  GJ-II-m-B-09357.